# Bierbrunnenfest
Das Bierbrunnenfest ist ein Stadtfest, das alljährlich im August in der Stadt Lübbecke im Kreis Minden-Lübbecke, Nordrhein-Westfalen gefeiert wird.

## Geschichte

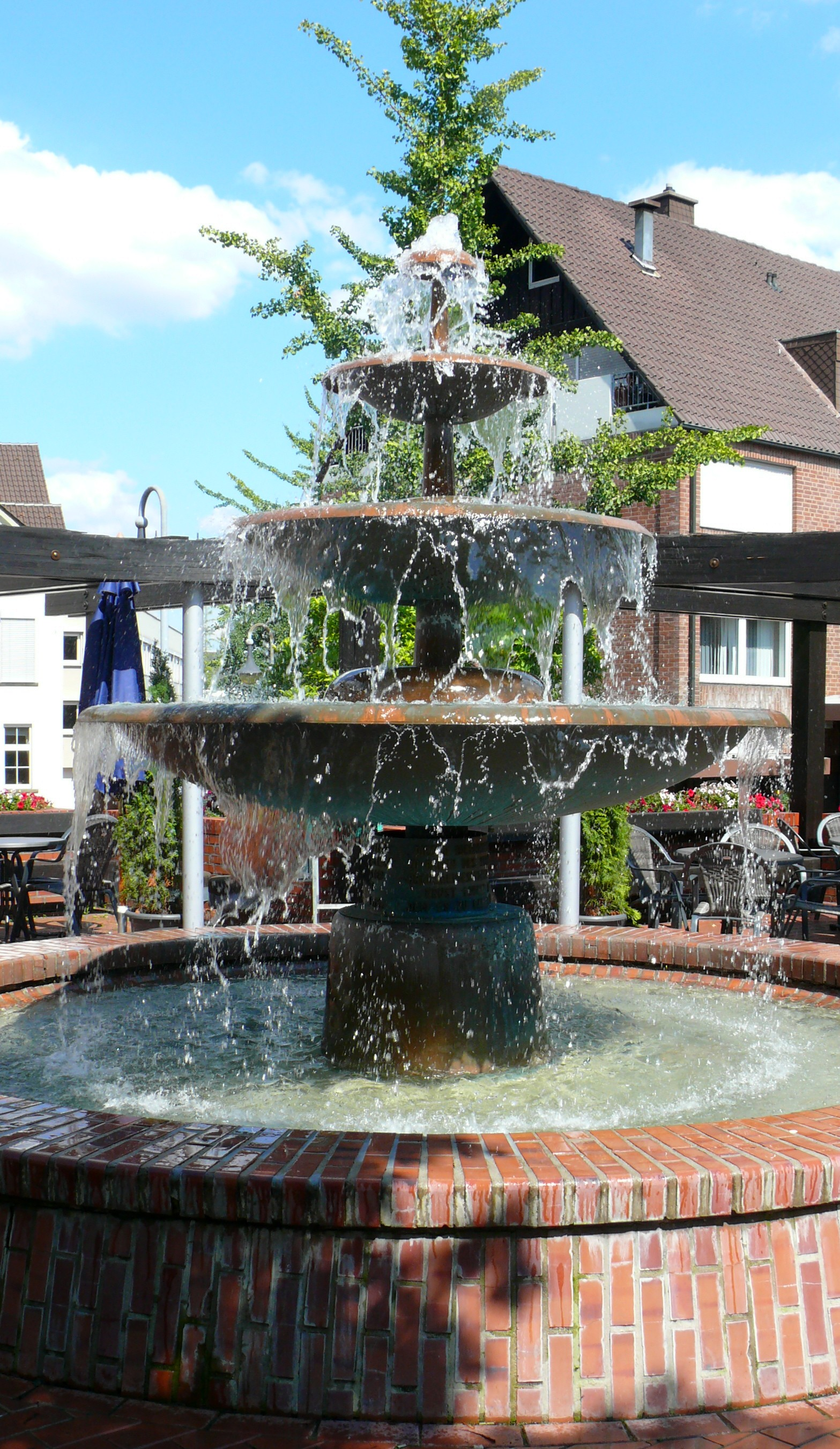
Bierbrunnen am Marktplatz

Das Bierbrunnenfest wurde erstmals im Jahre 1954 gefeiert. Der Brauherr Ernst-Ludwig Barre hatte die Idee, einen Brunnen aufzustellen, der einmal im Jahr für jedermann tausendliterweise Lübbecker Bier schenkte.
Die Idee wurde in die Tat umgesetzt und mit einer Urkunde besiegelt:
„Der Stadt Lübbecke in Westfalen stiftet die Familie Barre, Lübbecke, zum ehrenden Gedenken an den Brauereibesitzer Ernst Ludwig Barre (* 1881; † 1937) einen Bierbrunnen, der am 29. August eingeweiht wird, mit herzlichen guten Wünschen und der Bitte, diese Stiftung ehrenvoll zu bewahren und zu pflegen. An dem auf den 12. August, dem Geburtstag des Verstorbenen folgenden Sonntag eines jeden Jahres wird aus dem Bierbrunnen von 11 bis 18 Uhr kostenlos an jedermann Barre-Bier ausgeschenkt werden.
Lübbecke, den 12. August 1954“
Unterzeichnet wurde die Urkunde von der Familie Barre, dem Bürgermeister, dem Stadtdirektor und den Stadtvertretern der Stadt Lübbecke.
Im Jahre 1954 feierte Lübbecke zusammen mit Tausenden von Gästen seinen ersten „Tag des Bierbrunnens“.
Vor dem Brunnen thronte Gambrinus, und bei zünftiger Musik zapften Brauer in alter Zunfttracht sieben Stunden lang Bier in Becher, Krüge und Gläser.
Nunmehr ist der „Tag des Bierbrunnens“ seit Jahren eine liebgewordene Tradition in Lübbecke und Ostwestfalen.